# Инсайт
Инса́йт (англ. insight), озаре́ние — внезапное осознанное нахождение решения какой-либо задачи, ставшее результатом продолжительной бессознательной мыслительной деятельности (см. эврика). В психотерапии инсайтом обозначают сопровождающееся прозрением и катарсисом осознание человеком причин своего состояния или проблемы.
Появлению инсайтов (озарений) способствует смена деятельности человека, а также жизненных стереотипов. Кроме того, для активизации сознания существуют специальные технологии, такие как деловые игры и метод мозгового штурма. Озарение активно применяется в психодраме.

## В психологии
Понятие инсайта является неотъемлемой частью гештальтпсихологии. Впервые этот термин был применён в 1925 году Вольфгангом Кёлером. В опытах Кёлера с человекообразными обезьянами, когда им предлагались задачи, которые могли быть решены лишь опосредствованно, было показано, что обезьяны после нескольких безрезультатных проб прекращали активные действия и принимались просто разглядывать предметы вокруг себя, после чего могли достаточно быстро прийти к правильному решению.
В дальнейшем это понятие использовалось Карлом Дункером и Максом Вертгеймером в качестве свойства человеческого мышления, при котором решение достигается путём умозрительного постижения целого, а не в результате подробного анализа.
В терминах Я. А. Пономарева инсайт представляет собой результат работы интуитивных, неосознаваемых, древних процессов поиска решения.
Кроме того, психологи употребляют этот термин для описания такого явления, при котором человек испытывает инсайт, скорее относящееся к категории воспоминаний, но отличное от последнего тем, что формируется не просто мысленный образ, но также и различные ощущения различных модальностей, присущих данному воспоминанию.
Также этот термин может использоваться в значении внелогическое прозрение. В некоторых медитативных практиках, а также при приёме сильнодействующих препаратов, человек способен получить некоторые сведения в отношении свойств предметов или материалов в отсутствие каких бы то ни было достоверных сведений о нём.
Впрочем, были проведены прямые эксперименты, результат которых «был признан сильным аргументом против существования инсайта».

## В психоанализе
В более точном и широком смысле слова, психоанализ под инсайтом понимает способность личности менять мотивы собственного поведения, оперативно осознавать собственную психодинамику и понимать смыслы символического поведения.:55
Аналитики традиционно различают два типа инсайта:
- Умственный инсайт, понимаемый как способность субъекта в целом верно оценивать собственное поведение и понимать свою психопатологию от начала и в процессе её развития. Чаще всего умственный инсайт относят к области обсессивной защиты личности, поскольку он позволяет субъекту понимать и эффективно держать под контролем те беспокоящие его стороны собственной личности, по отношению к которым он чувствует отчуждение.
- Эмоциональный инсайт, понимаемый как способность ощутить и адекватно осознать значение собственного бессознательного и его символических проявлений. В отличие от умственного инсайта, эмоциональный является, скорее, свидетельством свободы от отчуждения и нахождения субъекта в свободном контакте с собственным бессознательным.

Инсайт является весьма важной способностью личности, необходимой не только для практики, но и для теории психоанализа. Нередко даже сама по себе цель психоаналитического лечения определяется как «получение необходимого инсайта», хотя сам Фрейд не использовал в точности подобной формулировки, предпочитая другую: что целью психоаналитического лечения является превратить бессознательное в сознательное.:56 Впрочем, оба определения в равной степени исходят из той предпосылки, что сознание обладает ярко выраженной интегративной функцией в отношении всей структуры личности и способно выступить в качестве компенсирующего и объединяющего фактора.
В концепции аналитической психологии Карла Юнга, инсайт может рассматриваться как проявление интуиции, одной из четырёх основных психологических функций, определяющей отношение человека к самому себе и окружающему миру и, как следствие, к способу принятия им жизненно важных решений. Достаточно интересный и даже, отчасти, курьёзный пример толкования понятия инсайта Карл Юнг дал в 1909 году применительно к самому себе. В течение предыдущих двух лет, со всё возрастающим напряжением его заботила проблема собственной супружеской неверности, когда молодой психоаналитик никак не мог совместить собственную строгую протестантскую мораль и острое желание иметь несколько сексуальных партнёров. И наконец, словно вспышка вдохновения, к нему пришло долгожданное освобождение от мучившей проблемы. Об этом моменте можно прочитать в дневнике его молодой русской пациентки, с которой Юнг имел длительную интимную связь:

«Он хотел показать мне, что мы друг для друга совершенно чужие люди, и что снова искать встречи с ним будет для меня унизительно. Однако я решила снова пойти в следующую пятницу, но держаться сугубо профессионально. Дьявол шептал мне другое, но я больше не слушала его. Я сидела там в глубокой депрессии. Тут появился он, сияя от удовольствия, и начал очень эмоционально рассказывать мне о Гроссе, об инсайте, которого он недавно достиг (то есть, о полигамии); он больше не желает подавлять своё чувство ко мне, он признаёт, что я для него первая и самая дорогая женщина, за исключением, конечно, жены, и т. д. и т. д., и что он хочет всё рассказать о себе».— Из дневника Сабины Шпильрейн, 1909 год.
Впоследствии следы именно этого инсайта будет нетрудно обнаружить как в истории жизни Юнга и его запутанных отношений с Фрейдом, так и в многочисленных попытках Карла Юнга соединить «чистый» психоанализ с дионисийскими ритуалами в духе позднего ницшеанства.

## В психиатрии
Термин «инсайт» во врачебной практике психиатров означает способность пациента отчётливо понимать, что существующие у него нарушения собственного интеллекта и чувств не только субъективны, но и объективны, то есть, свидетельствуют о факте психического расстройства.
Инсайт является одним из диагностических признаков, свидетельствующих о сохранности личности. Так, утрата инсайта свойственна для психоза, а его наличие свидетельствует скорее о невротическом расстройстве:55.

## В науке и творчестве
Случайность некоторых научных и творческих озарений получила название серендипности. Исследования показывают, что такая «случайность» на самом деле является результатом скрытой (подсознательной) работы  мозга.